# Malta (Novo Sarajevo, BiH)
Teritorij novosarajevske mjesne zajednice Malta (prije Omer Maslić) uokviruju tok rijeke Miljacke i tri važne prometnice koje povezuju istočne i zapadne, te sjeverne i južne dijelove Sarajeva. Naziv naselja potječe od njemačke riječi Maut (carina, carinarnica), a razlog se krije u ne tako dalekoj prošlosti. Naime,  na Malti je za austrougarske vlasti postojao punkt gdje je kontrolirana kvaliteta prehrambenih proizvoda koje su težaci iz okolnih sela prodavali u gradu, a na istom su mjestu plaćali i neku vrst poreza.
Danas su na relativno malom području MZ Malta stacionirani važni školski, komunikacijski i ini objekti: Crkva Presvetog Trojstva u Novom Sarajevu, Veterinarski fakultet, sjedište tvrtke BH Telekom i drugi. 

## Vanjske poveznice
- OŠ  Arhivirana inačica izvorne stranice od 29. veljače 2008. (Wayback Machine)